# RD-119
RD-119 – silnik rakietowy konstrukcji radzieckiej; opracowywany w latach 1958–1963. Spalał toksyczną mieszankę ciekłego tlenu i niesymetrycznej hydrazyny, w proporcjach 1,5:1. Odnotowano około 165 startów silników tego typu.